# Philippe Maujard
 (avril 2010).
 (novembre 2014).
Philippe Maujard est un musicien français, bassiste, chanteur et fondateur du groupe Ubik.

## Biographie
(janvier 2014).
- En 1981, création du groupe Ubik[1] en tant qu'auteur compositeur et bassiste chanteur. Il fait un premier concert seul sur scène avec une boîte à rythme et sa basse, et signe avec Philippe Constantin des éditions Clouzeau.

Le groupe fait un concert très remarqué aux Transmusicales de Rennes…[réf. nécessaire]
Il participe en tant que bassiste à l'album de Bernard Szajner et travaille à cette occasion avec Howard Devoto du groupe Magazine : Brute reason.
Entre 1982 et 1987, Ubik Écriture et sortie du single Kakikouka et de l'album Surf produit par David Lord (producteur de Peter Gabriel) enregistré à Bath (Crescent studio) pour RCA/LIGHT.
Le groupe part en tournée ; (Festival Elixir, les nuits bleues Lyon, le printemps de Bourges Transmusicales, Autriche, Algérie, France, Belgique, Suisse) ainsi que promotion TV et radio.
UBIK sortie du single Nada sur RCA/LIGHT.
UBIK sortie du single Maria del peyote produit par Peter Murray sur /KOD / VIRGIN et sortie en Argentine.
Entre 1988 et 1993, sortie du single UBIK Opéra sur (producteur Peter Murray) /KOD- VIRGIN
Sous le nom de Maujard et les Télépathes, écriture et enregistrement de l'album Mysteries of the solid ground sortie sur Off the Track-Polydor, enregistrement d'un clip réalisé par Jo Pinto Maïa.
Sortie du single Shalala je n't'aime plus clip des clips sur M6 (réalisé par Jo Pinto Maïa.) Signe sur Polygram Éditions puis Panache. Participation à l'album de Tobo en tant qu'auteur compositeur. (Criminoel et Sous l'aiguille du phono).
En 1988 il participe au concert de Moondog au Transmusicales de Rennes en tant que traducteur et chanteur.
Il participe à la tournée Franchement Zoulou (Lucky Dube/Stimela/Chico) en tant que régisseur du groupe Chico.
Participation comme assistant réalisateur et assistant de production sur le tournage d'une émission de variétés à Hong Kong (28 jours, 15 artistes dont : Buzzy, Jill Caplan, Art Mongo, L'affaire Luis trio, etc., pour M6).
Il travaille en tant que régisseur sur le court métrage Brumes réalisé par Alain Guélaff.
puis part 20 jours en tant qu'assistant réalisateur sur un tournage au Venezuela pour la société Génération Vidéo.
Entre 1993 et 1994, écriture préproduction, enregistrement et sortie de l'album Sous le chapiteau du ciel sur East-West France ; tournage d'un clip réalisé par Jo Pinto Maia (clip des clips sur M6).
Entre 1997 et 1999, régisseur de l'équipe chargée du tournage ainsi que du choix artistique des lieux, aux Transmusicales de Rennes pour l'émission Mégamix 95 (ARTE),
Tournage pour Série Limitée (diffusé par ARTE) du making off des Transmusicales 96.
Sortie et réalisation d'un CD quatre titres pour East West France Technosalsa.
Réalisation de remixes avec NUEVA MOLECULA pour Stefan Eicher (Milles Vies) ainsi que pour la musique de la série Urgence pour East West.
Départ pour Londres (1998-1999): Programmateur au studio d'Andy Wright (programmeur du 1er disque de Massive Attack, Simply Red, etc.), et participation à la préproduction du nouvel album de Simply Red (avec Dom T).
Remixes pour Island Record UK Quest Project (Angel), et de Angeliki Jo (voodoo child).
Sortie de deux titres pour la compilation Roazhonic sortie de Technosalsa au Chili.
Participation à l'album de Casse pipe à titre d'auteur, avec Tout doit disparaître.
En 2000, retour en France. Participation en tant que journaliste animateur au tournage de Carhaix-ment rock (52 min) sur le festival des Vieilles charrues 2000, (diffusé sur TV Breizh.)
Réalisation avec Jo Pinto Maïa, d'un sujet de 52 minutes sur le groupe Matmatah. In bed with Matmatah (Arsenal/TV Breizh)
Rencontre avec le groupe allemand Rosenstolz pour lesquels il travaille en tant qu'auteur à l'adaptation française de leurs chansons.
Participe en tant que comédien et auteur au spectacle Sage comme des images.
2001
Participation à l'enregistrement et sortie en Allemagne du single de Rosenstolz Totale éclipse avec Marc Almond et Nina Hagen (Les larmes de septembre et Enfants des nuits).
Écrit et participe à l'enregistrement à Berlin de neuf nouveaux titres en français pour Rosenstolz, dont une chanson avec Nina Hagen : La veuve noire; une première en français pour la chanteuse allemande.
Sortie française de l'album Kassengift (Rosenstolz) sur Mercury France dans lequel figurent Les larmes de septembre et Enfants des nuits).
2002/2003
Rosenstolz : Sortie de la compilation Alles gut (disque de platine en Allemagne sur lequel figure un titre en français, Mon ange de tristesse.
Sortie du nouveau single de Rosenstolz Es tut immer noch weh sur lequel figure trois nouveaux titres en français.
Il commence à écrire, pour le journal mensuel Vivre ici, des articles pour la chronique culturelle.
2004/2005
Sortie remarquée du remix de Marquis de Sade Conrad Veidt sur l'album Echo Location produit par le label Opticalsound.com.
Sous le pseudonyme de DJ Le Clown, Maujard consacre désormais une grande partie de son temps à réaliser des remixes et des mashups ou bootlegs dont il réalise également les vidéos. Mashups qu'il joue sur scène. Maujard n'a pas pour autant abandonné la composition et ne cesse de produire de nouvelles musiques.
2006
Réalisation de la musique du film Les Enclots de la prospérité de Roland Thépo pour France 3.
Réalisation des génériques de l'émission Paris Glam pour France 3 Île-de-France (à vrai dire, il fait tous les génériques de l'émission depuis 2000 jusqu'en 2006).
Concerts en tant que DJ Le Clown dans de nombreux festivals dont les Transmusicales de Rennes.
Retour à Berlin pour quatre nouveaux titres en français pour le groupe allemand Rosenstolz ainsi qu'une adaptation française du single no 1 Guten Tag en Allemagne pour le groupe Wir Sin Helden.
2007
Préparation (écriture et réalisation) d'un nouvel album.
Il participe en tant que silhouette au tournage de la Série Vénus beauté pour Arte ainsi que pour Jeff et Léo Flics et Jumeaux pour M6.
Réalisation d'un remix pour le groupe Microsillon et sortie au Japon. Il commence à réaliser des vidéos sur chacun de ses Mash-up…
2008
Réalisation, pour la société Spectaculaire » de la musique originale de l'illumination de la place Stanislas à Nancy.
Nombreux concerts en tant que [DJ le Clown] dont la Bootie San Francisco et Los Angeles, ainsi que le festival de Cannes sur le Yacht ARTE Lounge bar. Il participe entre autres, aux Transmusicales 2008 avec son « Vidéo Circus ».
2009
Réalisation de la musique du film de Pascal Signolet Le Berry des secrets diffusé sur France 3.
Il participe en tant que membre du jury et artiste au Festival Tilt consacré à la vidéo mash-up et participe aux débats consacrés aux « droits d'auteur à l'ère du numérique » et refait le festival de Cannes sur le yacht ARTE. Réalisation d'une vidéo et de 2 remixes pour le Groupe Microsillon (sortie prévue 2010).
Remix de Dominique, sortie sur l'intégrale de Sœur Sourire.
Il participe également en tant que silhouette au tournage de la saison 2 de Un village Français, série phare de France 3. Il termine l'enregistrement et la production de son nouvel album.
2011
C'est la création du label Wild Wild Rennes sur lequel il mettra en ligne nombre de ses productions distribuées par Zimbalam, entre autres : Dargelos, Cleaner, Dupond, DJ Le Clown ainsi que Ubik.
décembre 2013' : sortie de l'album de Ubik Pogo Mundo sur le label Wild Wild Rennes.
2014 -2016 : Se consacre de plus en plus à l'image et à la musique pour l'image, participe à plusieurs documentaires en tant que Musicien, compositeur et Voix Off, Il réalise plusieurs vidéos
dont "Sauvez les meubles", il crée son site Maujard qui regroupe et synthétise ses diverses activités.